# Magyarlak
Magyarlak (em alemão: Ungarisch-Minihof; esloveno: Lak) é um município da Hungria, situado no condado de Vas. Tem 7,62 km² de área e sua população em 2015 foi estimada em 776 habitantes.